# 今給黎 (小惑星)
今給黎（いまきいれ、5432 Imakiire）は小惑星帯の小惑星。小島卓雄が群馬県邑楽郡千代田町のYGCO千代田観測所で発見した。
鹿児島県出身の海洋冒険家、今給黎教子に因んで命名された。